# Jennifer Gadirova
Jennifer Gadirova, född 3 oktober 2004 i Dublin, Irland, är en brittisk gymnast.

## Karriär
Gadirova var en del av Storbritanniens lag som tog brons i lagmångkamp vid olympiska sommarspelen 2020 i Tokyo. Även hennes tvillingsyster, Jessica, var en del av laget.
I juli 2022 blev Gadirova uttagen i Storbritanniens trupp till EM i München tillsammans med sin syster Jessica, Ondine Achampong, Georgia-Mae Fenton och Alice Kinsella. I EM tävlade hon sedan i bom och fristående vilket hjälpte Storbritannien att ta silver i lagmångkampen. Individuellt slutade Gadirova även på femte plats i fristående. I september 2022 blev hon uttagen i Storbritanniens trupp till VM i Liverpool, där laget var oförändrat från EM tidigare under året. Gadirova tävlade i fristående och hjälpte Storbritannien att ta silver, vilket var landets högsta placering genom tiderna. Individuellt slutade hon även på sjunde plats i fristående.